# 烏季霍維奇
49°34′37″N 24°31′53″E / 49.57694°N 24.53139°E
烏季霍維奇（烏克蘭語：Утіховичі），是烏克蘭西部的村莊，隸屬利維夫州的利維夫區。該村面積1.74平方公里，海拔高度295米，2001年人口271，人口密度每平方公里155.75人。